# Желанный (Брянская область)
Желанный — поселок в Стародубском муниципальном округе Брянской области.

## География
Находится в южной части Брянской области на расстоянии приблизительно 8 км на восток-юго-восток по прямой от районного центра города Стародуб.

## История
Известен с 1926 года. В середине XX века работал колхоз им. Ворошилова. На карте 1941 года показан как Дубровка с 27 дворами.. До 2019 года входил в состав Мишковского сельского поселения, с 2019 по 2020 год в состав Десятуховского сельского поселения Стародубского района до их упразднения. 

## Население
Численность населения: 110 человек (1926 год, приблизительно), 16 человек в 2002 году (русские 100 %), 1 в 2010.